# Migrant Offshore Aid Station
Migrant Offshore Aid Station (MOAS) ist eine private Hilfsorganisation auf Malta zur Seenotrettung von Bootsflüchtlingen auf dem Mittelmeer.

## Gründung

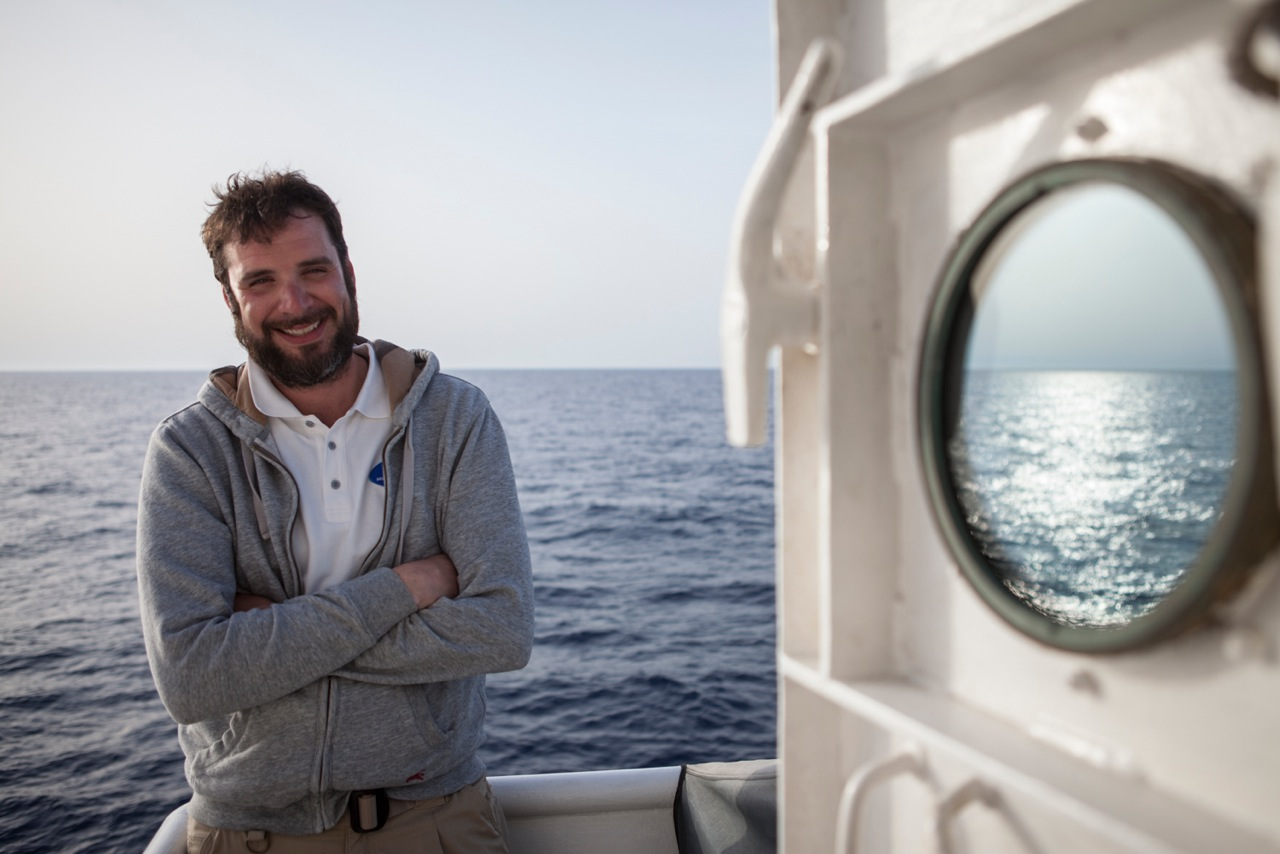
Mitgründer Chris Catrambone auf dem Seenotrettungsschiff Phoenix

Regina und Christopher Catrambone, ein US-amerikanisch-italienisches Unternehmerpaar, gründeten MOAS im Jahr 2014 mit einer Spende von 4 Millionen Euro. Der frühere Kommandeur der Maltesischen Streitkräfte, Brigadier Martin Xuereb, wurde als Direktor ernannt. Seit 2017 ist MOAS für die Durchführung von Projekten im Rahmen des Europäischen Freiwilligendienst akkreditiert.
Regina Catrambone wurde wegen ihres Einsatzes mit MOAS für die Flüchtlinge vom italienischen Staatspräsidenten Mattarella im Oktober 2015 mit dem Verdienstorden der Italienischen Republik ausgezeichnet.

## Einsätze
Im Jahr 2014 wurden innerhalb von 60 Tagen 3000 Flüchtlinge gerettet, im Mai 2015 innerhalb von zehn Tagen 700. Bis Anfang 2017 konnten insgesamt 34.000 Menschen aus Seenot geborgen werden.
Ab Mai ist MOAS jährlich mit ihrer Motoryacht Phoenix mit 20 Crewmitgliedern im Mittelmeer unterwegs. Die Jacht kann rund 400 Flüchtlinge an Bord nehmen. Drohnen stehen zur Verfügung. MOAS konzentriert sich auf Seegebiete außerhalb der SAR-Zone der jeweiligen Küstenwachen und kooperiert mit Ärzte ohne Grenzen und der italienischen Küstenwache.
Durch Spenden der britischen Zeitungen The Guardian und Observer konnte MOAS ab Dezember 2015 für einige Monate das moderne Hochseerettungsschiff Topaz Responder mieten und dadurch über die Wintermonate entlang der griechischen und türkischen Mittelmeerküste Seenothilfe leisten.
Anfang September 2017 kündigte MOAS an, den Einsatz im Mittelmeer abzubrechen um stattdessen im Golf von Bengalen Unterstützung für Flüchtlinge aus Myanmar zu leisten, die auf der Flucht vor Kämpfen zwischen Rebellen und Regierungstruppen und sie unterstützender buddhistische Milizen sind. 2019 wurde man im Jemen tätig. Während der Covid-Epidemie war man in Malta und Bangladesch aktiv. Im Jahr 2022 begannen die Missionen in Somalia und der Ukraine, 2023 im Sudan. DerGuardian berichtet, das 2024 80 % der kritisch Verwundeten in der Ukraine von Moas evakuiert wurden.

## Finanzierung
Die Privatorganisation finanziert sich über Spenden.
Im Frühjahr 2015 stand MOAS beinahe vor dem finanziellen Aus. Durch die vom Kölner Erzbischof Rainer Maria Kardinal Woelki daraufhin initiierte Spendenaktion „23.000 Glockenschläge“ wurden im Sommer 2015 250.000 Euro für MOAS gesammelt. Der Kardinal unterstützt die Organisation seither regelmäßig mit Spendenaufrufen.
Die Avaaz-Organisation spendete nach eigenen Angaben vom Juni 2015 500.000 US-Dollar. Nach MOAS Angaben sammelte Avaaz 2015 450.000 Euro Spenden für MOAS.
Die Schweizer Deza spendete 2016 wegen der Zunahme der humanitären Bedürfnisse im Mittelmeer und einer Finanzierungslücke der MOAS einen einmaligen Beitrag von 250 000 CHF (etwa 230.000 Euro) aus dem staatlichen Budget für humanitäre Hilfe, da die MOAS mit ihrer Seerettungsflotte die EU-Mission Triton der Agentur Frontex unterstützte.
Durch eine Spende des Bistums Münster konnte MOAS 2017 bereits am 1. April, einen Monat früher als üblich, die Seenotrettung aufnehmen.

## Auszeichnungen
- 2015: Verdienstorden (Medalja ghal-Qadi tar-Repubblika) der Republik Malta[21]
- 2016: Geuzenpenning der niederländischen Stiftung Geuzenverzet 1940–1945[22]